# Schwarzbrust-Furchenschnabel
Der Schwarzbrust-Furchenschnabel (Pogonornis rolleti, Synonym: Lybius rolleti) oder auch Schwarzbrust-Bartvogel ist eine Vogelart aus der Familie der Afrikanischen Bartvögel (Lybiidae). Die Art kommt in Afrika nördlich des Äquators vor. Es werden keine Unterarten beschrieben. Die IUCN stuft den Schwarzbrust-Furchenschnabel als nicht gefährdet (least concern) ein.

## Erscheinungsbild
Die Männchen erreichen eine Flügellänge von 11 bis 11,8 Zentimetern. Die Schwanzlänge beträgt 7,7 bis 8,8 Zentimeter. Der Schnabel wird zwischen 3,7 und 4,4 Zentimeter lang. Der Schwarzbrust-Furchenschnabel gehört damit zu den größten Arten innerhalb der Gattung Lybius. Weibchen haben ähnliche Körpermaße wie die Männchen. Wie für Zahnbartvögel charakteristisch ist der Sexualdimorphismus nur sehr gering ausgeprägt.
Männchen haben einen schwarzen Kopf, eine schwarze Vorderbrust und sind auf der Körperoberseite ebenfalls glänzend schwarz. Lediglich am unteren Rücken weisen sie einen weißen Fleck auf. An der Schnabelbasis befinden sich borstenähnliche schwarze Federn, die in Richtung Schnabelspitze weisen. Die Brustmitte und der Bauch sind rot. Die hinteren Körperseiten sind weiß. Die hinteren Flanken sowie die Schenkel und die Unterschwanzdecken sind glänzend schwarz. Der Schnabel ist elfenbein- bis hornfarben oder matt grünlich-gelb. Die unbefiederte Haut rund um die Augen ist bläulich grau. Die Augen sind braun, die Beine und Füße sind graubraun bis grau.
Weibchen ähneln den Männchen, die weißen Körperseiten sind jedoch bei ihnen mit kleinen schwarzen Flecken durchsetzt. Jungvögel haben ein matteres, mehr schwarzbraunes Gefieder. Verwechslungsmöglichkeiten bestehen mit dem Doppelzahn-Bartvogel, der jedoch keine schwarze Kehle oder Kinn hat. Er hat außerdem helle Augen und die unbefiederte Haut rund um die Augen ist bei ihm gelb. Der Senegal-Furchenschnabel hat gleichfalls eine leuchtend rote Kehle und eine gelbliche Region um die Augen.

## Verbreitungsgebiet
Schwarzbrust-Furchenschnäbel kommen im Tschad, im Süden des Sudan, im Nordosten der Zentralafrikanischen Republik, im Nordosten der Demokratischen Republik Kongo und im Norden Ugandas vor. Sie kommen vom Meeresniveau bis in Höhenlagen von 2.134 Metern vor.

## Lebensweise
Schwarzbrust-Furchenschnäbel sind auf Wälder und Dickichte angewiesen. Sie nutzen auch waldbestandenes Grasland, die Ränder von Kulturland, Gärten mit fruchttragenden Bäumen und kommen auch auf Eukalyptus-Plantagen vor. Sie leben in Paaren oder in kleinen Trupps und sind territorial. Ihre Nahrung besteht überwiegend aus Früchten wie Feigen, Guaven und Mangos. Insekten werden vermutlich ebenfalls gefressen.
Sie sind wie die meisten Bartvögel Höhlenbrüter und ruhen und nisten in selbst gehackten Baumhöhlen. Über die Fortpflanzungsbiologie dieser Art ist nahezu nichts bekannt.

## Belege